# Takeshi Ono
Takeshi Ono, född 22 november 1944 i Japan, är en japansk tidigare fotbollsspelare.